# Thami El Khyari
Thami El Khyari (en arabe : التهامي الخياري), né en 1943 à Taza et mort le 23 février 2013 à Rabat, est un homme politique marocain, fondateur du Front des forces démocratiques en 1997 et ancien ministre de la Pêche dans le gouvernement el-Youssoufi I et de la Santé dans le gouvernement el-Youssoufi II.

## Biographie
Après des études primaires et secondaires dans les villes de Taza, Fès et Azrou, Thami El Khyari obtient sa licence en économie à l'université Mohammed V - Agdal de Rabat.
Il obtient ensuite un diplôme d'études supérieures à l'université de Grenoble et un doctorat d'État en économie à l'université Hassan II de Casablanca.
Il travaille ensuite comme professeur associé à la Faculté des sciences juridiques, économiques et sociales de Rabat et à l'Institut agronomique et vétérinaire Hassan II.
Il marque ses débuts politiques au sein du syndicat étudiant l'Union nationale des étudiants du Maroc (UNEM), aux côtés d'Abdelwahed Radi et autres partisans gauchistes.
Il rejoint ensuite le Parti du progrès et du socialisme (PPS) jusqu'en 1997 où il le quitte pour former son propre parti le Front des forces démocratiques.
Lors des élections législatives de 1997, il est élu député 
de Kelâat Es-Sraghna. Il devient ensuite vice-président de la Chambre des représentants, membre du Conseil consultatif des droits de l'homme et président d'honneur de la Fédération nationale des agriculteurs du Maroc. Il a également été vice-président de l'Association des économistes marocains.
Il est directeur du journal arabophone Al Mounaâtaf, de la revue francophone Économie et socialisme et de la revue arabophone Économie et société.
Le 14 mars 1998, il est nommé ministre délégué auprès du ministre de l'Agriculture, du Développement rural et de la Pêche, chargé de la Pêche dans le gouvernement el-Youssoufi I. Le 6 septembre 2000, lors de la formation du gouvernement el-Youssoufi II, il devient ministre de la Santé. En novembre 2002, Mohamed Cheikh Biadillah lui succède au poste dans le gouvernement Jettou I.
Il décède dans la nuit du 22 au 23 février 2013 des suites d'une longue maladie.